# Kullholmssjön
Kullholmssjön är en sjö i Robertsfors kommun i Västerbotten och ingår i Dalkarlsån-Sävaråns kustområde. Sjön har en area på 0,348 kvadratkilometer och ligger 33 meter över havet. Sjön avvattnas av vattendraget Ratuån.

## Delavrinningsområde
Kullholmssjön ingår i det delavrinningsområde (711016-174124) som SMHI kallar för Ovan 710615-174422. Medelhöjden är 36 meter över havet och ytan är 17,53 kvadratkilometer. Räknas de 3 avrinningsområdena uppströms in blir den ackumulerade arean 64,9 kvadratkilometer. Avrinningsområdets utflöde Ratuån mynnar i havet. Avrinningsområdet består mestadels av skog (71 procent). Avrinningsområdet har 0,35 kvadratkilometer vattenytor vilket ger det en sjöprocent på 2 procent.